# National Hockey League 1948/1949
National Hockey League 1948/1949 var den 32:a säsongen av NHL. 6 lag spelade 60 matcher i grundserien innan Stanley Cup inleddes den 22 mars 1949. Stanley Cup vanns av Toronto Maple Leafs som tog sin 8:e titel och 3:e i rad, efter finalseger mot Detroit Red Wings med 4-0 i matcher.

## Grundserien
| Nr | Lag                 | S  | V  | O  | F  | GM  | IM  | MS  | P  |
| -- | ------------------- | -- | -- | -- | -- | --- | --- | --- | -- |
| 1  | Detroit Red Wings   | 60 | 34 | 7  | 19 | 195 | 145 | +50 | 75 |
| 2  | Boston Bruins       | 60 | 29 | 8  | 23 | 178 | 163 | +15 | 66 |
| 3  | Montreal Canadiens  | 60 | 28 | 9  | 23 | 152 | 126 | +26 | 65 |
| 4  | Toronto Maple Leafs | 60 | 22 | 13 | 25 | 147 | 161 | −14 | 57 |
| 5  | Chicago Black Hawks | 60 | 21 | 8  | 31 | 173 | 211 | −38 | 50 |
| 6  | New York Rangers    | 60 | 18 | 11 | 31 | 133 | 172 | −39 | 47 |

## Poängligan 1948/1949
Not: SM = Spelade matcher, M = Mål, A = Assists, Pts = Poäng
| Spelare      | Lag                                     | SM | M  | A  | Pts |
| ------------ | --------------------------------------- | -- | -- | -- | --- |
| Roy Conacher | Chicago Black Hawks                     | 60 | 26 | 42 | 68  |
| Doug Bentley | Chicago Black Hawks                     | 60 | 23 | 43 | 66  |
| Ted Lindsay  | Detroit Red Wings                       | 50 | 26 | 28 | 54  |
| Sid Abel     | Detroit Red Wings                       | 60 | 28 | 26 | 54  |
| Jim Conacher | Chicago Black Hawks / Detroit Red Wings | 59 | 26 | 23 | 49  |
| Paul Ronty   | Boston Bruins                           | 60 | 20 | 29 | 49  |

## Slutspelet 1949
4 lag gjorde upp om Stanley Cup-pokalen, matchserierna avgjordes i bäst av sju matcher.
Semifinaler
Detroit Red Wings vs. Montreal Canadiens
| Datum   | Hemma              | Mål | Borta              | Mål | Not      |
| ------- | ------------------ | --- | ------------------ | --- | -------- |
| 22 mars | Detroit Red Wings  | 2   | Montreal Canadiens | 1   | SD 44.52 |
| 24 mars | Detroit Red Wings  | 3   | Montreal Canadiens | 4   | SD 2.59  |
| 26 mars | Montreal Canadiens | 3   | Detroit Red Wings  | 2   |          |
| 29 mars | Montreal Canadiens | 1   | Detroit Red Wings  | 3   |          |
| 31 mars | Detroit Red Wings  | 3   | Montreal Canadiens | 1   |          |
| 2 april | Montreal Canadiens | 3   | Detroit Red Wings  | 1   |          |
| 5 april | Detroit Red Wings  | 3   | Montreal Canadiens | 1   |          |

Detroit Red Wings vann semifinalserien med 4-3 i matcher
Boston Bruins vs. Toronto Maple Leafs
| Datum   | Hemma               | Mål | Borta               | Mål | Not      |
| ------- | ------------------- | --- | ------------------- | --- | -------- |
| 22 mars | Boston Bruins       | 0   | Toronto Maple Leafs | 3   |          |
| 24 mars | Boston Bruins       | 2   | Toronto Maple Leafs | 3   |          |
| 26 mars | Toronto Maple Leafs | 4   | Boston Bruins       | 5   | SD 16.14 |
| 29 mars | Toronto Maple Leafs | 3   | Boston Bruins       | 1   |          |
| 30 mars | Boston Bruins       | 2   | Toronto Maple Leafs | 3   |          |

Toronto Maple Leafs vann semifinalserien med 4-1 i matcher

## Stanley Cup-final
Detroit Red Wings vs. Toronto Maple Leafs
| Datum    | Hemma               | Mål | Borta               | Mål | Spelplats                   | Not |
| -------- | ------------------- | --- | ------------------- | --- | --------------------------- | --- |
| 8 april  | Detroit Red Wings   | 2   | Toronto Maple Leafs | 3   | Detroit Olympia, Detroit    |     |
| 10 april | Detroit Red Wings   | 1   | Toronto Maple Leafs | 3   | Detroit Olympia, Detroit    |     |
| 13 april | Toronto Maple Leafs | 3   | Detroit Red Wings   | 1   | Maple Leaf Gardens, Toronto |     |
| 16 april | Toronto Maple Leafs | 3   | Detroit Red Wings   | 1   | Maple Leaf Gardens, Toronto |     |

Toronto Maple Leafs vann finalserien med 4-0 i matcher

## NHL awards
| 1948–49 NHL awards         | 1948–49 NHL awards                  |
| -------------------------- | ----------------------------------- |
| O'Brien Trophy:            | Detroit Red Wings                   |
| Prince of Wales Trophy:    | Detroit Red Wings                   |
| Art Ross Memorial Trophy:  | Roy Conacher, Chicago Black Hawks   |
| Calder Memorial Trophy:    | Pentti Lund, New York Rangers       |
| Hart Memorial Trophy:      | Sid Abel, Detroit Red Wings         |
| Lady Byng Memorial Trophy: | Bill Quackenbush, Detroit Red Wings |
| Vezina Trophy:             | Bill Durnan, Montreal Canadiens     |

## All-Star
| Första                              | Position | Andra                             |
| ----------------------------------- | -------- | --------------------------------- |
| Bill Durnan, Montreal Canadiens     | M        | Chuck Rayner, New York Rangers    |
| Bill Quackenbush, Detroit Red Wings | B        | Glen Harmon, Montreal Canadiens   |
| Jack Stewart, Detroit Red Wings     | B        | Ken Reardon, Montreal Canadiens   |
| Sid Abel, Detroit Red Wings         | C        | Doug Bentley, Chicago Black Hawks |
| Maurice Richard, Montreal Canadiens | HF       | Gordie Howe, Detroit Red Wings    |
| Roy Conacher, Chicago Black Hawks   | VF       | Ted Lindsay, Detroit Red Wings    |